# Borosay Dávid
Borosay Dávid (teljes nevén: Borosay Dávid Lajos) (Újkér, 1854. november 21. – Tihany, 1929. január 6.) bencés tanár, több matematikai könyv szerzője.

## Életpályája
1873-ban lépett be a bencés rendbe, 1880-ban szentelték pappá. 1880-81-ben Budapesten egyetemi hallgató, elvégezte a matematika szakot. 1881 és 1885 között gimnáziumi tanár Pápán, 1885 és 1889 között főiskolai tanár Pannonhalmán, 1889 és 1915 között gimnáziumi tanár Esztergomban, majd 1925-ös nyugdíjazásáig gimnáziumi igazgató Sopronban. Nyugdíjas korában Tihanyban élt. Hathatósan segítette a tehetséges szegény fiatalokat. Tankönyvei nagyon népszerűek voltak, nemzedékek tanulták belőle a matematikát.

## Munkássága
Számos középiskolai tankönyv szerzője.

### Könyvei
- Algebra (a középiskolák számára), Budapest, 1901
- Geometria (a középiskolák felső osztályai számára,) I-II. 1904-1906
- A differenciál- és integrálszámítás elemei, Budapest, 1914
- Mennyiségtan (algebra-mértan) – A gimnázium és leánygimnázium V. osztálya számára (társszerzők: Korányi Szevér, Holenda Barnabás dr.), Szent István Társulat, 1938, 1939, 1945, 1946

Tankönyvei több kiadást is megértek.